# Баклан
Баклан (Phalacrocorax) — рід птахів родини бакланових (Phalacrocoracidae), залежно від класифікації єдиний або один з 2–3 родів родини.

## Поширення
Баклани майже космополітичні, відсутні лише в північно-центральних районах Сибіру та Канади, а також на ізольованих океанічних островах і в посушливих землях. Вони є звичними відвідувачами морських та озерних узбережжів і берегів великих річок.

## Опис
Баклани — птахи значних розмірів, пристосовані до водного середовища. Під водою вони використовують як рушій міцні задні кінцівки з пальцями з'єднаними мембраною. Ноги бакланів щільно прилягають один до одного і відводяться назад, стегна забезпечені порівняно великими та потужними м'язами.

## Біологія
Баклани здатні тривалий час залишатися зануреними і спускатися на відповідні глибини. При повній легкості у воді баклани, навпаки, дуже незграбні на землі, де вони важко пересуваються. Баклани, що є незвичним для морських птахів фактом, несуть значну кількість яєць (6 і більше) і здатні організувати новий розплід в кінці сезону, якщо дозволяє екологічна ситуація.

## Баклани в культурі людства
- Баклан є символом обману та жадібності, описаним Мільтоном у поемі «Втрачений рай», образом замаскованого сатани, котрий сидить на Дереві життя.

## Види
- Баклан чубатий, Phalacrocorax aristotelis
- Баклан вухатий, Phalacrocorax auritus
- Баклан бразильський, Phalacrocorax brasilianus
- Баклан капський, Phalacrocorax capensis
- Баклан японський, Phalacrocorax capillatus
- Баклан великий, Phalacrocorax carbo
- Баклан чатемський, Phalacrocorax featherstoni
- Баклан білогрудий, Phalacrocorax fuscescens
- Баклан індійський, Phalacrocorax fuscicollis
- Баклан червононогий, Phalacrocorax gaimardi
- Баклан галапагоський, Phalacrocorax harrisi
- Баклан білошиїй, Phalacrocorax lucidus
- Баклан магеланський, Phalacrocorax magellanicus
- Баклан береговий, Phalacrocorax neglectus
- Баклан перський, Phalacrocorax nigrogularis
- Баклан берингійський, Phalacrocorax pelagicus
- Баклан синьогорлий, Phalacrocorax penicillatus
- †Баклан командорський, Phalacrocorax perspicillatus
- Баклан бурий, Phalacrocorax punctatus
- Баклан індонезійський, Phalacrocorax sulcirostris
- Баклан тихоокеанський, Phalacrocorax urile
- Баклан австралійський, Phalacrocorax varius